# Pascoea exarata
Pascoea exarata är en skalbaggsart som först beskrevs av Francis Polkinghorne Pascoe 1862.  Pascoea exarata ingår i släktet Pascoea och familjen långhorningar. Inga underarter finns listade i Catalogue of Life.